# Valcolla
Valcolla é uma comuna da Suíça, no Cantão Tessino, com cerca de 555 habitantes. Estende-se por uma área de 11,3 km², de densidade populacional de 49 hab/km². Confina com as seguintes comunas: Bidogno, Bogno, Capriasca, Cavargna (IT-CO), Certara, Cimadera, Corticiasca, Ponte Capriasca, Sonvico.
A língua oficial nesta comuna é o Italiano.